# Francisco de Ataíde Machado de Faria e Maia
Se procura Francisco Machado de Faria e Maia, 1.º visconde de Faria e Maia, veja Francisco Machado de Faria e Maia.
Francisco de Ataíde Machado de Faria e Maia (Ponta Delgada, 22 de Setembro de 1876 — Ponta Delgada, 29 de Abril de 1959), frequentemente grafado F. d'Athayde M. de Faria e Maya, foi um intelectual e historiador açoriano. Licenciado em Direito pela Universidade de Coimbra, foi inspector escolar, professor liceal e político. Entre outras funções, presidiu à Câmara Municipal de Ponta Delgada e foi senador eleito para o Congresso da República. Deixou publicada uma extensa obra historiográfica.

## Biografia
Concluiu os seus estudos secundários no Liceu de Ponta Delgada, matriculando-se no ano de 1896 no curso de Direito da Faculdade de Direito da Universidade de Coimbra, formando-se em 1901. Nos seus tempos de estudante conviveu com alguns dos futuros vultos da cultura portuguesa, entre os quais Teixeira de Pascoaes e Afonso Lopes Vieira.
Regressou a Ponta Delgada onde foi nomeado inspector escolar distrital e depois professor de Liceu Nacional de Ponta Delgada.
Viajou com a família por diversos países europeus, com destaque para a Suíça, publicando um interessante relato de viagem que o coloca entre os melhores autores açorianos de literatura de viagens.
Republicano e democrata convicto, na sequência da proclamação da República Portuguesa, em 1910, foi nomeado presidente da comissão administrativa encarregue de governar a Câmara Municipal de Ponta Delgada, iniciando uma carreira política ligada ao campo republicano mais conservador.
Faria e Maia esteve ligado ao 2º movimento de autonomia, de tendência conservadora e sobretudo oposto à hegemonia do Partido Republicano Português, iniciado em 1918, onde era um dos poucos republicanos, ao lado dos monárquicos Aristides Moreira da Mota e José Bruno Carreiro. Na Legislatura de 1921 foi eleito senador independente no Congresso da República, do qual fez parte em representação do Círculo Eleitoral do distrito de Ponta Delgada, revelando-se um acérrimo defensor da autonomia açoriana. Apresentou um arrojado projecto de lei para a Autonomia Administrativa dos Distritos Açorianos o mais marcante nessa matéria em todo o período da Primeira República Portuguesa.
Apoiou o Golpe de 28 de Maio de 1926, considerando-o uma solução ordeira transitória para a instabilidade da Primeira República, mas rejeitou a institucionalização da ditadura e o Estado Novo. No período imediato ao golpe, quando ainda acreditava no rápido retorno da democracia, publicou diversos escritos retomando as temáticas autonomistas.
Com a consolidação do Estado Novo, passou a aceitar o novo regime, por entender não ser contrário, na sua essência aos princípios e valores democráticos que defendia, procurando justificar a sua posição na palestra radiofónica, depois publicada em opúsculo, Estado Novo - Como o Devemos Compreender, proferida em 23 de Janeiro de 1937. Nesta sua palestra sustenta, de forma comparativa, a compatibilidade dos princípios democráticos, consignados na Declaração Universal dos Direitos do Homem e do Cidadão, expoente da Revolução Francesa de 1789, com a Constituição de 1933. A sua argumentação desagradou aos adeptos mais anti-democráticos do regime, tendo motivado a um destes, precisamente Armando Cândido, uma demagógica e violenta palestra de resposta, Teatro Anatómico - Dissertando Uma Palestra, também publicada em opúsculo, em que este sustenta a proscrição dos valores da democracia liberal como estando na essência do Estado Novo. Faria e Maria responderia com outra palestra, também publicada em opúsculo, Contenda... em Boa Paz, onde mantém os pressupostos anteriores, citando o próprio Salazar. O exemplar conservado na Biblioteca Pública e Arquivo Regional de Ponta Delgada assinala os cortes da censura, manuscritos pelo próprio Faria e Maia.
Foi um dos participantes mais activos no Primeiro Congresso Açoriano, realizado em Lisboa no ano de 1938. Esteve ligado à Sociedade «Terra Nostra», sendo também autor de um relatório da Comissão para o Aproveitamento Turístico da Ilha de São Miguel, que depois de aprovado pelo Ministro do Interior deu origem aos diplomas que enquadraram as primeiras iniciativas no campo do turismo nos Açores.
A 19 de novembro de 1941, foi agraciado com o grau de Comendador da Ordem Militar de Cristo.
Em 1943 foi escolhido para o cargo de presidente da Câmara Municipal de Ponta Delgada.
Foi um escritor incansável e jornalista, deixando uma vasta obra publicada, com destaque para o campo da História, embora de forma humilde e conscienciosa. Também deixou importante contribuição dispersa por numerosos periódicos açorianos.

## Obras publicadas
- 1909 - Em Prol da Instrução. Ponta Delgada, Typ. A. Medeiros.
- 1912 - Kodaks (Impressões de viagem). Lisboa, Ferin.
- 1927 - Pela Suíça e pelo reino. Paisagens, escolas e aspectos. Ponta Delgada, Tip. de Artes Gráficas.
- 1931 - Um deportado da Amazonas (Época liberal nos Açores) (1810-1834). Ponta Delgada, Tip. Casa F. D’Alcântara.
- 1932 - Em Prol da Descentralização. Livre administração dos Açores pelos açoreanos. Colectânea de artigos de propaganda da descentralização administrativa de S. Miguel. Ponta Delgada, Tip. da Casa F. D’Alcântara.
- 1937 - Estado Novo - Como o Devemos Compreender. Ponta Delgada, Tipografia do Diário dos Açores.
- 1937 - Contenda... em Boa Paz. Ponta Delgada, Tipografia do Diário dos Açores.
- 1937 - A minha velha pasta. Tempos de Coimbra gente do meu tempo (1896-1901). Ponta Delgada, Tip. Diário dos Açores.
- 1942 - Capitães dos Donatários. Subsídios para a história de S. Miguel (1439-1766). Ponta Delgada, Of. Diário dos Açores.
- 1943 - Capitães Generais (1766-1831). Subsídios para a História de S. Miguel e Terceira. Ponta Delgada, Typografia Regional. [2.ª ed., Instituto Cultural de Ponta Delgada, 1988].
- 1947 - Novas Páginas Micaelenses (Subsídios para a História de S. Miguel) (1832-1895). Ponta Delgada, Tip. Insular.